# 池内大学
池内 大学（いけうち だいがく、1814年12月3日（文化11年10月22日）- 1863年3月11日（文久3年1月22日））は、幕末期の儒学者。また漢詩・書に長じた。
姓は源、諱は奉時（ともとき）、字は士辰、陶所と号した。大学は通称（百官名）。

## 来歴

### 生い立ち
京都の商人の家に生まれた。兄弟は7人。8歳のとき貫名海屋に入門し古学・陽明学・朱子学を合わせた折衷学を学び、また龍野将監の下で医術を修める。学問に才覚を発揮し10歳のとき、山本沈三郎・百々一郎とともに三才子と称揚された。大学11歳のとき父が病没。父は「医者となって家を復興せよ」と遺言し、ますます勉学に励んだ。しかし、師の海屋に「医は業拙なり。願わくば儒を業とせよ」と諭され母に相談すると許されたので龍野門をことわり、専ら海屋について学ぶことになった。

### 博識により出世
天保2年（1831年）、尊超入道親王に評判が聞こえ、中奥席として仕え、大学の名を賜った。翌年には近侍となり、公家子弟の教育係を務めた。天保4年（1833年）、尊超入道親王に随って江戸に向かう。3年後に水戸の徳川斉昭を訪ねた。親王の妹が斉昭の正室という関係であった。斉昭が親王に外国船の脅威を憂うと、親王は大学の見識が高いことを奨めた。大学が斉昭に海防の重要性を説くと気に入られ如射書院の額を下賜された。弘化4年（1847年）、再び水戸を訪ねると斉昭は攘夷の志を全うすることを告げ、三条実万に天皇に奏ずるように要請した。この頃、久邇宮朝彦親王の侍読となる。
嘉永5年（1852年）7月、煎茶道を広めた文人画家山本梅逸の古稀を祝う煎茶会の図録、『茗讌品目』の引言を社友として書いた。

### 黒船来航
嘉永6年（1853年）、ペリーが浦賀に来航し親書をもって開国を要請すると、大学は『攘夷論』を著し帝都防衛を論じた。この頃水戸藩士鵜飼吉左衛門は息子幸吉を大学に入門させている。以降、この幸吉は斉昭と大学の連絡係となる。大学はその後も攘夷派・一橋派として活動。梁川星巌・梅田雲浜・頼三樹三郎などとも交流する。このため、井伊直弼から危険人物と見なされて安政の大獄の容疑者の一人と見なされたが、大学は機先を打って直弼に自首したため、中追放という軽い処分で釈放された。大学は中沢雪城の家に仮託し、その後大坂に出て松田正助（書肆河内屋）に身を寄せた。大学の家財は幕府に没収された。その蔵書は二千四百九十八巻（如射書院蔵書目録）あった。

### 横死
文久2年（1862年）12月、思召をもって中追放の刑が赦免される。翌文久3年（1863年）正月、前土佐藩主山内容堂が京に上る途次、大坂に立ち寄り大学を召して時事談義に及んだ。深夜3時、駕籠で帰宅途中に待ち伏せした土佐勤王党の四人によって難波橋の上で斬殺され梟首された。また耳朶は『斬奸状』と共に、同月24日、正親町三条実愛邸と中山忠能邸に投げ込まれた。これによって両公卿は辞職することとなる。犯人は過激な尊皇攘夷派で知られる「人斬り以蔵」こと岡田以蔵で、大学が安政の大獄で処分されなかったのは直弼と裏で通じていたからだと邪推されたことによる。享年50。大福寺（大阪市上本町四丁目）に墓がある。孫に池内宏。

### 影響
山内容堂は、池内大学暗殺事件を自藩の暴徒の犯行と察知し激怒した。また乾退助も池内大学の人格を知っていたため、勤皇派の同志である池内大学を、土佐勤王党が憶測と風聞をもとに暗殺したことを激怒。また耳を貴人の邸宅に投げ込むなどの野蛮な行為は「勤皇」と云う名を汚すものだと武市瑞山に対して背理をせめ是非を諭した。武市は勤王党が犯人だと決めつけられたことに反発し不快感を示すが、結局は岡田以蔵を含む勤王党四人の犯行であった。土佐勤王党結成以来、退助はその趣意を理解して交友関係にあったが、この事件を機に退助は勤王党と距離をおき、容堂と相談して新たに上士勤皇派を結成することになる。すると、土佐勤王党からは勤王党に対抗する「第二の勤王党」を創り我々が疎外されるのではないかと思われ、両者の関係は冷え込み勤王党から命を狙われることとなった。この緊張関係は退助が失脚し、八月十八日の政変の後、中岡慎太郎が退助を訪ねて邂逅するまで続いた。

## 刊行物
- 『雖在涙痕』安政3年